# Azille
Azille (katalanisch und occitanisch: Azilha) ist eine Gemeinde mit 1125 Einwohnern (Stand 1. Januar 2022) im Département Aude (Region Languedoc-Roussillon) im Süden Frankreichs.

## Lage
Azille liegt etwa 35 Kilometer (Fahrtstrecke) nordöstlich von Carcassonne bzw. 35 Kilometer nordwestlich von Narbonne am Canal du Midi. Die Nachbargemeinden Rieux-Minervois und Caunes-Minervois liegen etwa 7 bzw. 15 Kilometer weiter nordwestlich. Der Ort liegt in den Weinbaugebieten des Minervois (AOC) und Minervois-La-Livinière.

## Bevölkerungsentwicklung
| Jahr      | 1968 | 1975 | 1982 | 1990 | 1999 | 2004 | 2016 |
| Einwohner | 1441 | 1205 | 1195 | 1052 | 1056 | 1080 | 1160 |

## Wirtschaft
Die Böden der Umgebung sind fruchtbar – der Weizen von Azille war im ganzen Minervois wegen seiner Qualität berühmt. Außerdem wurden und werden Oliven und Wein angebaut. Mit der Fertigstellung des Canal du Midi (1666) erlebte Azille einen wirtschaftlichen Aufschwung, der bis ins 19. Jahrhundert hinein anhielt.
Heute ist Azille – wie das ganze Minervois – vor allem wegen seiner Weine bekannt (siehe Minervois (AOC)).

## Geschichte
Wie Funde einer Villa rustica nahelegen, war das Gebiet um Azille war bereits in römischer und gallorömischer Zeit besiedelt. Auch die Westgoten siedelten vorübergehend hier, wie eine Nekropole beweist. Aus diesen Anfängen entwickelte sich allmählich der Ort Azille, der im Mittelalter eine wichtige Stadt in der Erzdiözese Narbonne war. In der Zeit der Albigenserkriege – vielleicht auch schon vorher – wurde die Stadt befestigt. Im ausgehenden Mittelalter werden zwei Klöster gegründet – ein Franziskanerkloster (1289) und ein Clarissenstift (1331). Darüber hinaus war Azille eine der wenigen kleineren Städte, die gleich zwei Pfarreien hatte (St-Julien und St-André).

## Sehenswürdigkeiten
- Die Kirche St-Etienne-de-Tersan bei Vaissière stammt ursprünglich aus dem 10./11. Jahrhundert und hat – eine Ausnahme in der Gegend – einen dreischiffig-basilikalen Grundriss. Die Kirche war ursprünglich nicht eingewölbt, sondern nur mit einem Dachstuhl versehen. Die drei Apsiden des Chors wurden wahrscheinlich im 12. Jahrhundert erneuert.
- Die einschiffige Pfarrkirche St-Julien und Ste-Basilisse aus dem 14. Jahrhundert hat einen mächtigen, 36 Meter hohen Westturm. Im Innern ist die Kapelle der Jakobsbruderschaft sehenswert, in der einige Statuen und Reliquiare aus vergoldetem Holz aufbewahrt werden. Des Weiteren interessant ist eine Muttergottesstatue aus polychromem Stein, die als eine der schönsten Bildhauerarbeiten des 14. Jahrhunderts im Süden Frankreichs angesehen wird.
- Von den beiden mittelalterlichen Klöstern der Franziskaner (Cordeliers) und der Clarissen, die im Verlauf der Französischen Revolution zerstört wurden, sind nur Ruinen erhalten.
- Die Mauern der mittelalterlichen Befestigungsanlagen wurden in späterer Zeit als Hauswände umfunktioniert. Teile sind noch erhalten.
- In der Umgebung von Azille gibt es 14 Weingüter, auf denen z. T. auch Weinproben möglich sind (Voranfrage beim Office de Tourisme).